# Dodge Magnum (1978)
Dodge Magnum – samochód sportowy klasy luksusowej, a następnie klasy średniej produkowany pod amerykańską marką Dodge w latach 1978 – 1988.

## Pierwsza generacja

### Wersja amerykańska

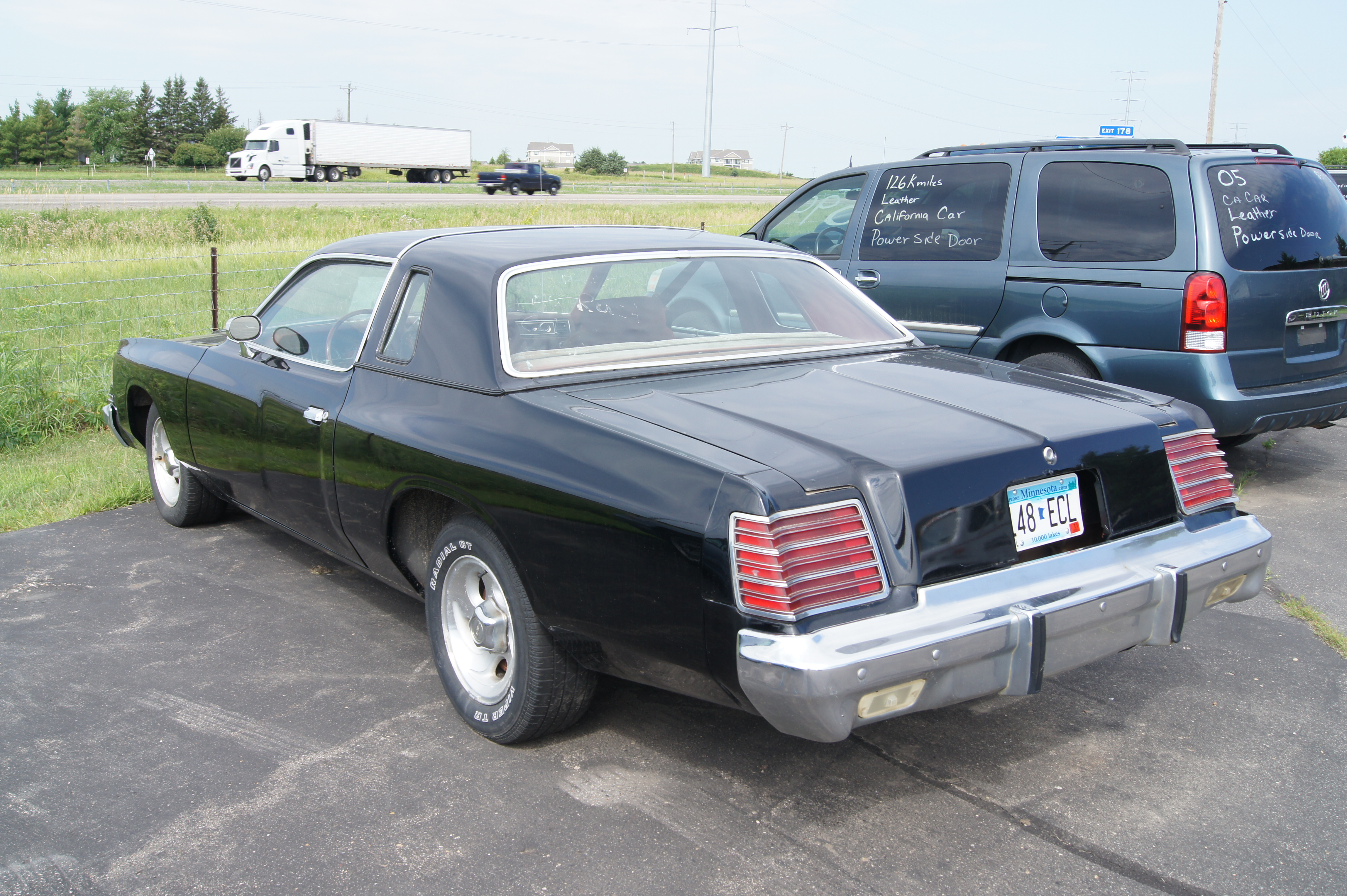
Dodge Magnum I - tył

Dodge Magnum I został zaprezentowany po raz pierwszy w 1978 roku.
W 1978 roku Dodge podjął decyzję o przeprowadzeniu gruntownej restylizacji czwartej generacji coupe Charger, zmieniając jego wygląd i decydując się na zastosowanie nowej nazwy - Magnum. Przednia część wyróżniała się podłużnymi, kanciastymi reflektorami w prostokątnym kształcie, które zastąpiły dotychczasowe, okrągłe. Chromowaną, ozdobną atrapę chłodnicy zastąpiła bardziej stonowana, z poziomymi poprzeczkami. Z kolei tylna część nadwozia wyróżniała się prostokątnymi lampami zachodzącymi na kanty błotników.
Produkcja Dodge'a Magnuma przeznaczonego na rynek Stanów Zjednoczonych i Kanady zakończono po roku, w 1979 roku. Następcą został zupełnie nowy model, Dodge Mirada oparty na nowym wcieleniu bliźniaczego Chryslera Cordoby.

### Silniki
- V8 5.2l LA
- V8 5.9l LA
- V8 6.6l B

### Wersja brazylijska

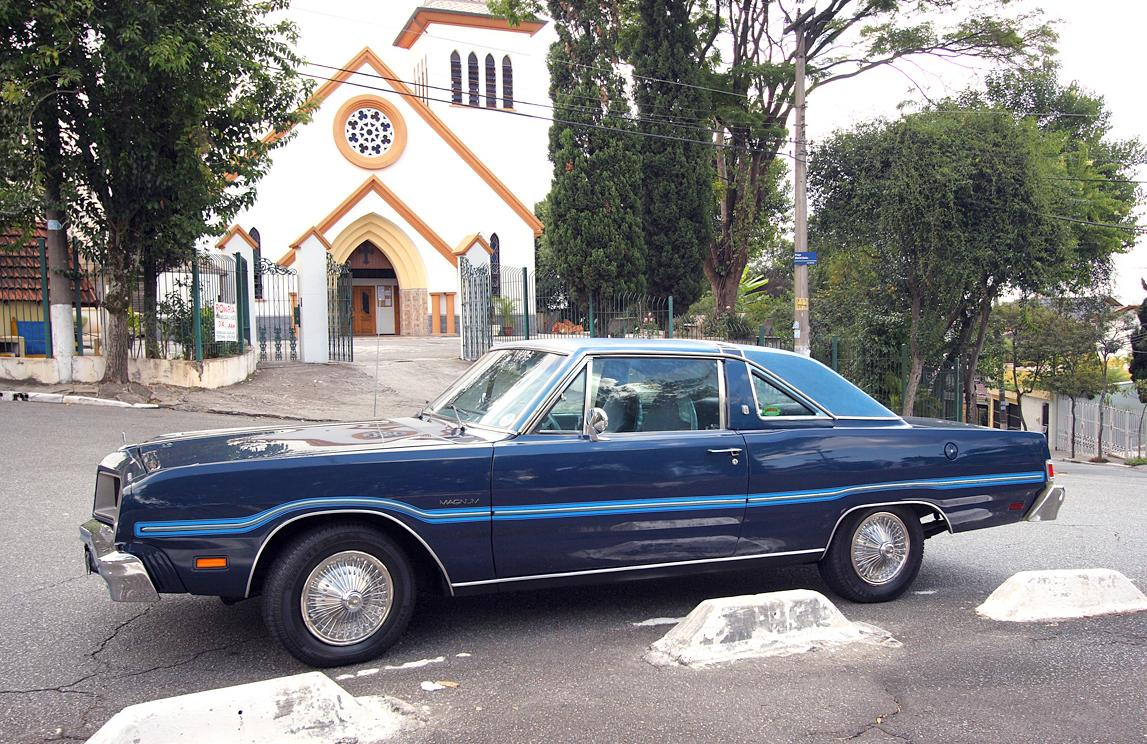
Dodge Magnum I - profil

Dodge Magnum I został zaprezentowany po raz pierwszy w 1979 roku.
W czasie, gdy amerykański oddział marki Dodge wycofywał z rynku lokalną wersję modelu Magnum, brazylijska centrala marki przedstawiła zupełnie nowy model o takiej samej nazwie. Tutejszy Dodge Magnum był lokalnie opracowaną konstrukcją, przeznaczoną wyłącznie na wewnętrzny rynek. Samochód powstał na technice pokrewnego modelu Dart, wyróżniając się dwuczęściową atrapą chłodnicy i smukłą, masywną sylwetką. Produkcję zakończono dwa lata później, w 1981 roku, bez następcy.

### Silnik
- V8 5.2l LA

### Wersja meksykańska

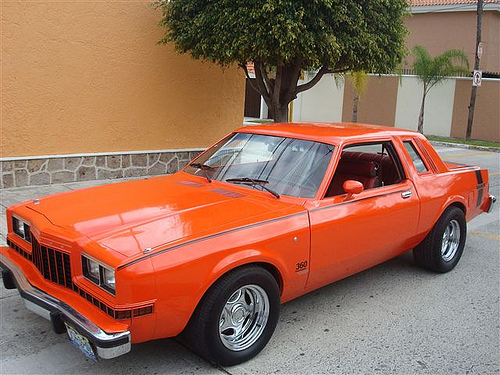
Dodge Magnum I

Dodge Magnum I został zaprezentowany po raz pierwszy w 1980 roku.
W 1980 roku Dodge opracował niezależną wobec innch rynków meksykańską odmianę modelu Magnum. Samochód opracowano na bazie Chryslera LeBarona, a także Plymoutha Gran Fury. Szczególnie z tym drugim modelem meksykański Magnum dzielił wiele cech wizualnych, będąc de facto jego bliźniaczą, bardziej sportową wersją opartej na skróconej platformie. Samochód miał kanciastą sylwetkę z masywną atrapą chłodnicy, a także prostokątny kształt lamp.

### Silnik
- V8 5.9l LA

## Druga generacja

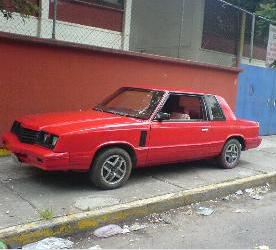
Dodge Magnum II Turbo

Dodge Magnum II został zaprezentowany po raz pierwszy w 1983 roku.
W czasie, gdy produkcja modeli z nazwą Magnum zakończyła się na wszystkich rynkach, w 1983 roku Dodge zdecydował kontynuować jej użytkowanie wyłącznie na rynku meksykańskim. Druga generacja modelu przeszła gruntowną metamorfozę, stając się wyraźnie mniejszym samochodem - tym razem klasy średniej. Meksykański Dodge Magnum II był identyczny z oferowanym w Stanach Zjednoczonych i Kanadzie Dodge'em 400, odróżniając się od niego jednak bardziej sportowym charakterem i innym malowaniem nadwozia. Produkcję zakończono w 1988 roku, nie przedstawiając kolejnego wcielenia.

### Silniki
- L4 2.2l SOHC
- L4 2.2l SOHC Turbo